# Isaiah Andrews
Isaiah Smith Andrews (geboren 1986) ist ein amerikanischer Wirtschaftswissenschaftler, Professor für Wirtschaftswissenschaften an der Harvard University und wissenschaftlicher Mitarbeiter des National Bureau of Economic Research. Er ist außerdem Mitherausgeber der American Economic Review. 2018 wurde er von The Economist als einer der acht „besten jungen Ökonomen des Jahrzehnts“ bezeichnet. 2020 wurde er zum MacArthur Fellow ernannt und 2021 verlieh ihm die American Economic Association die John Bates Clark Medal.

## Ausbildung und frühes Leben
Andrews wuchs in Brookline, Massachusetts, als Sohn der in Yale ausgebildeten Wirtschaftswissenschaftler Marcellus Andrews und Cheryl Smith auf. Er schloss 2009 sein Studium der Mathematik und Wirtschaftswissenschaften an der Yale University ab und promovierte 2014 in Wirtschaftswissenschaften am Massachusetts Institute of Technology, wo er von Anna Mikusheva betreut wurde.

## Karriere
Andrews war Silverman (1968) Family Career Assistant Professor und von 2016 bis 2018 außerordentlicher Professor am Massachusetts Institute of Technology, bevor er an die Fakultät in Harvard wechselte.
Nach seiner Auszeichnung mit dem MacArthur-Preis sagte Andrews, der schwarz und schwul ist: "Ich hoffe, dass dieser Preis dazu beitragen wird, zu zeigen, dass eine Vielzahl von Menschen in der Wirtschaftswissenschaft erfolgreich sein kann."
Im Jahr 2020 wurde er zum Fellow der Econometric Society gewählt.

## Forschung
Ein großer Teil von Andrews Forschung liegt im Bereich der Ökonometrie und betrifft Instrumentalvariablen. Instrumentalvariablen sind Variablen, die einen Teil eines mitbestimmten Systems beeinflussen, ohne einen anderen Teil desselben Systems zu beeinflussen. Damit diese Art der Schätzung effektiv ist, muss eine Instrumentalvariable die Relevanzbedingung erfüllen, d. h. sie muss einen Teil des Systems beeinflussen, und sie muss die Ausschlussbedingung erfüllen, d. h. sie darf den anderen Teil des Systems nicht beeinflussen. Die Forschungen von Andrews betreffen Situationen, in denen entweder die Relevanzbedingung oder die Ausschlussbeschränkung nur schwach erfüllt sind. Gemeinsam mit Mikusheva hat er die Eigenschaften schwacher Instrumente bei der Schätzung von dynamischen stochastischen allgemeinen Gleichgewichtsmodellen und anderen Wirtschaftsmodellen untersucht, die nichtlineare statistische Modelle nach der Generalized Method of Moments verwenden. Sie haben Methoden vorgeschlagen, um Hypothesen genauer zu testen und Konfidenzintervalle unter diesen statistischen Bedingungen zu konstruieren. Zusammen mit Gentzkow und Shapiro hat er ein Maß für die potenzielle Verzerrung von Schätzern aufgrund von Verletzungen der Ausschlussrestriktion (Sensitivität) entwickelt. Zusammen mit Kasy hat er eine Methode zur Korrektur von Publikationsverzerrungen in Replikationsstudien und Meta-Analysen entwickelt.